# István Bibó
Dans le nom hongrois Bibó István, le nom de famille précède le prénom, mais cet article utilise l’ordre habituel en français István Bibó, où le prénom précède le nom.
Pour les articles homonymes, voir Bibo (homonymie).
István Bibó, né le 7 août 1911 et mort le 10 mai 1979 à Budapest, est un juriste, historien et politologue hongrois. Il est l'auteur de textes majeurs sur les problématiques de l'histoire hongroise et la spécificité des pays d'Europe centrale.

## Biographie
Issu d'une famille protestante hongroise, étudiant de l'Université de Szeged, il obtient un doctorat en droit en 1934. Il est d'abord boursier du Collegium Hungaricum de Vienne, puis devient étudiant de l'Institut universitaire de hautes études internationales de Genève. Ses professeurs sont Verdross, Merkl (à Vienne) et Guglielmo Ferrero, Hans Kelsen et Guggenheim (à Genève).
Après avoir terminé ses études, il devient magistrat, puis secrétaire du ministère de l'Intérieur.
En tant qu'antifasciste, Bibó est opposé à la guerre. Il est arrêté en octobre 1944 par la ligue fasciste des Croix Fléchées pour avoir sauvé des Juifs. Relâché quelques jours plus tard, il reste dans la clandestinité jusqu'à la fin du siège de Budapest. Après la guerre, il élabore un plan pour moderniser l'administration hongroise, qui est rejeté par le ministre de l'intérieur communiste.
Pendant l'ère de la coalition (1946-1949), il est professeur à l’Université de Szeged (1946-1950), président de l’Institut scientifique d’études sur l’Europe centrale et orientale (1946-1949) et membre de l'Académie hongroise des sciences.
En 1949, suspendu de tous ses postes, il doit se mettre à travailler comme bibliothécaire à la Bibliothèque universitaire de Budapest.
István Bibó est ministre du gouvernement d’Imre Nagy le 3 novembre 1956. Le jour suivant, c'est l'invasion de l’Armée rouge. Bibó est le seul membre du gouvernement à rester au Parlement ; il y reste deux jours et fait une déclaration importante sur la situation (en), qu’il va déposer ensuite à de nombreuses ambassades de Budapest.
En 1957, il est arrêté et condamné à mort, mais grâce à l'intervention personnelle de Nehru en sa faveur, Bibó est condamné à la prison à perpétuité en 1958. Il passe plusieurs années en prison. En 1963, il est libéré par une amnistie générale, mais reste condamné au silence, même après sa libération.
Devenu employé de bibliothèque de l'Office des statistiques, il est coupé de tout un monde universitaire qui se développe sans lui. Il meurt le 10 mai 1979. Mais son souvenir et son influence demeurent importants en Hongrie. En 1980, un livre de mille pages, l’Almanach István Bibó (Bibó-emlékkönyv), est publié en Hongrie dans une édition samizdat ; 76 intellectuels hongrois y participent. En 1990, Bibó reçoit le Prix Széchenyi à titre posthume.

## Théories
Selon Bibó, la plus importante tâche pour résoudre les conflits dans les sociétés est la découverte de l’inconscient collectif. Il décrit les névroses collectives qui peuvent déboucher sur l’hystérie politique. Ces névroses peuvent être caractérisées par : la tendance à rejeter ses propres erreurs sur d’autres, à l’extérieur ou à l’intérieur ;  les complexes freudiens, mêlant un complexe de supériorité et d’infériorité ; la régression du débat intellectuel et politique ; l’identité choisie comme un prétexte à l’inaction, au conservatisme, au refus de s’adapter au monde tel qu’il est.
L'hystérie politique a pour point de départ un choc historique tellement énorme que la communauté se sent incapable de le supporter et de résoudre les problèmes qui en résultent. Un tel choc s'accompagne d'une névrose collective où réflexion politique, intentions et sentiments sont paralysés et sont fixés sur le souvenir de la situation d'origine et sur le désir d'éviter absolument que la catastrophe ne se reproduise. En Europe de l'Est, ce déséquilibre psychologique collectif est surtout caractérisé chez les petites nations par la peur de l'anéantissement, la peur pour leur survie.

« Parler de la mort de la nation ou de son « anéantissement » passe pour une phrase creuse aux yeux d’un Occidental, car s’il peut concevoir l’extermination, l’assujettissement ou l’assimilation lente, l’« anéantissement » politique survenant du jour au lendemain n’est pour lui qu’une métaphore grandiloquente. Alors que pour les nations d’Europe de l’Est, c’est une réalité tangible. »

En dévoilant ces névroses, on peut répondre aux exigences de la réalité par l'adaptation, on peut rationaliser les débats politiques, finalement on peut diminuer la violence dans la vie des sociétés. On peut humaniser le pouvoir.

## Articles sur Bibó
- András Kovács, « La question juive dans la Hongrie contemporaine », Actes de la recherche en sciences sociales, vol. 56, no 56,‎ 1985, p. 45-57 (lire en ligne)

- Jacques Rupnik, « Le problème allemand vu de l'Europe du Centre-Est », Revue française de science politique, vol. 37, no 3,‎ 1987, p. 331-345 (lire en ligne)

- Louis Pinto, « Bibó István : Misère des petits États d'Europe de l'Est », Revue française de sociologie, vol. 29, nos 29-2,‎ 1988, p. 382 (lire en ligne)

- Victor Karady, « Antisémitisme et stratégies d'intégration. Juifs et non-Juifs dans la Hongrie contemporaine. », Annales. Économies, Sociétés, Civilisations, vol. 48, no 2,‎ 1993, p. 239-264 (lire en ligne)

- Alexandra Laignel-Lavastine, Esprits d’Europe : Autour de Czesław Miłosz, Jan Patočka, István Bibó, Calmann-Lévy, 2005 et Folio, Gallimard, 2010

## Ouvrages traduits
- István Bibó (trad. du hongrois), Misère des petits États d'Europe de l'Est, Paris, Albin Michel, 1993, 426 p. (ISBN 2-226-06346-3) (première édition L'Harmattan, 1986, épuisée) traduit par Georges Kassai - Essais réunis par Ibolya Virág. Contient aussi : Les raisons et l'histoire de l'hystérie allemande, La question juive en Hongrie après 1944 et La formation du caractère hongrois et les impasses de l'histoire de la Hongrie[4].

- (en) István Bibó, « Political Breviary », Cross currents, University of Michigan, vol. 3,‎ 1984, p. 7-20 (ISSN 0748-0164, lire en ligne)[5]

- (en) István Bibó, The paralysis of international institutions and the remedies : a study of self-determination, concord among the major powers, and political arbitration, The Harvester Press, Hassocks (Royaume-Uni), 1976, 152 p. (ISBN 0-85527-069-1)[6]

- (en) István Bibó, Democracy, revolution, self-determination : selected writings, Boulder (Colo.)/Highland Lakes, Columbia University Press, 1991, 578 p. (ISBN 0-88033-214-X) - Articles publiés en hongrois dans diverses revues entre 1946 et 1979.

- (it) István Bibó, Il problema storico dell'indipendenza ungherese, Venise, Marsilio Editori, 2004, 160 p. (ISBN 88-317-8509-5) - Textes choisis.